# Vladimir Guerrero
Vladimir Guerrero Alvino (Don Gregorio, Nizao; 9 de febrero de 1975) es un exjardinero derecho de béisbol profesional dominicano que disputó 16 temporadas en las Grandes Ligas (MLB).
En 2004, fue elegido como el MVP de la Liga Americana. Ayudó a los Angelinos a llegar a cinco campeonatos en el Oeste de la Liga Americana (2004, 2005, 2007, 2008, 2009), y fue votado como uno de los bateadores más temidos del béisbol en una encuesta de 2008 hecha por los 30 mánagers de las Grandes Ligas. Elegido el 24 de enero de 2018 en la Clase 2018 al Salón de la Fama de Cooperstown. 
Un nueve veces All Star, Guerrero es ampliamente reconocido como uno de los mejores jugadores en el juego debido a su impresionante producción ofensiva (regularmente por su bateo de poder y su promedio), y su estelar defensa (destacándose por su extraordinario brazo en el béisbol). También es considerado como el "bateador  de bolas malas" más poderoso y por su capacidad de batear constantemente las pelotas lanzadas bien fuera la zona de strike, habilidad que hizo evidente el 14 de agosto de 2009, cuando bateó un lanzamiento que rebotó en frente del home plate.
El 26 de septiembre de 2011, Guerrero se convirtió en el líder de todos los tiempos en la MLB en hits entre los jugadores de la República Dominicana, superando a Julio Franco. Hasta el año 2011, fue el líder entre los jardineros activos de Grandes Ligas en errores, con 125, y fue segundo en asistencias, con 126.

## Familia y primeros años
Uno de nueve hermanos, Guerrero es el hermano menor del ex Grandes Ligas Wilton Guerrero, quien  también jugó con los Expos de Montreal. También es primo del actual jugador de ligas menores Cristian Guerrero.
Su 6'3", su fuerte brazo, y su inusual capacidad para batear las bolas bien fuera de la zona de strike llamó la atención en un campo de entrenamiento de los Dodgers. Después de lesionarse el  tendón de la corva corriendo después de batear un doble, y presuntamente pegó un jonrón en su  siguiente turno al bate para evitar tener que correr las bases. Debido a su condición de pierna, Guerrero solo recibió un contrato de 30 días. Pero él se sintió frustrado con la estructura del campo de los Dodgers, y lo abandonó. En marzo de 1993, Guerrero firmó con los Expos de Montreal. Durante el proceso, mintió sobre su edad, alegando que había nacido el 9 de febrero de 1976. No fue hasta marzo de 2009 que le reveló a las Grandes Ligas que había nacido el 9 de febrero de 1975.
En 1994, Guerrero bateó.314 en 37 juegos con el equipo de novato de los Expos. Al año siguiente bateó.333 con los Albany Polecats. En 1996, mientras avanzaba de Single-A a Doble-A, Guerrero bateó para.360 con 24 jonrones y 96 carreras impulsadas.

## Carreras profesional

### Montreal Expos
Guerrero fue  firmado por los Expos de Montreal como amateur desde los Harrisburg Senators en 1993 y, finalmente, hizo su debut en Grandes Ligas el 19 de septiembre de 1996.
Fue criticado durante su primera temporada en 1997 (ya había jugado 9 partidos en 1996) por ser demasiado agresivo en el plato. No obstante, puso números sólidos para un novato, bateando.302 con 11 jonrones y 40 carreras impulsadas en apenas 325 turnos al bate.
El desprecio por el swing agresivo de Guerrero cambió en admiración en 1998. Si bien continuó  haciéndole swing a lanzamientos que eran claramente bolas, también siguió bateándolos con autoridad. En una ocasión, Guerrero bateó un lanzamiento que rebotó antes de llegar al plato. La coordinación ojo-mano de Guerrero y la fuerza prodigiosa que le permitió ser inusualmente agresivo en el plato, pero continuaba bateando promedios altos año tras año. A pesar de su estilo freeswinging, Guerrero nunca se ha ponchado 100 veces en ninguna temporada.
Guerrero bateó.324 con 38 jonrones y 109 carreras impulsadas en 1998. Antes del final de la temporada de 1998, Guerrero acordó a un contrato de $28 millones. Guerrero representó a los Expos en el Juego de Estrellas de 1999. Durante la temporada de 1999, Guerrero mantuvo una racha de bateo de 31 juegos, la más larga en las mayores en 12 años. Terminó el 1999 con 131 carreras impulsadas, y en el 2000, bateó 44 jonrones;. ambas cifras siguen siendo highlights de su carrera.
Tuvo números similares o mejoró ligeramente durante la temporada de 2002. También robó 37 bases en 2001. En 2002, se robó un récord personal de 40 bases, y estuvo a solo un jonrón de convertirse en el cuarto miembro del Club 40-40. Sin embargo, bateó más de 30 jonrones y se robó más de 30 bases en 2001 y 2002.
La temporada 2003 de Guerrero se redujo debido a una lesión en la espalda. En 394 turnos al bate, bateó.330 con 25 jonrones y 79 carreras impulsadas. Debido a la lesión, algunos medios de comunicación pensaron que firmarlo sería un riesgo. Mientras estuvo jugando lesionado, sin embargo, se las arregló para batear para el ciclo el 14 de septiembre de 2003.

### Los Angeles Angels of Anaheim
Guerrero fue un agente libre por primera vez después de la temporada 2003, y firmó un contrato de cinco años y $70 millones de dólares con Los Angeles Angels of Anaheim después de ser cortejado por varios equipos. El dueño de los Angelinos, Arte Moreno, es el primer propietario latino que controla un equipo de béisbol de Grandes Ligas, y Guerrero citó la ascendencia latina de Moreno como un factor de motivación para haber elegido a los Angelinos sobre los otros equipos.

#### Temporada 2004
Durante su primera temporada con los Angelinos, Guerrero lideró el club, y en algunos casos la Liga Americana, en varias categorías ofensivas, incluyendo 124 carreras anotadas (estableciendo nuevo récord en el club y liderando la Liga Americana), 13 asistencias desde los jardines (1.º en AL), 366 bases totales (empató el récord del club y lideró la Liga Americana), y terminando la temporada con promedio de bateo de.337 (tercero en la Liga Americana). Segundo jugador en la historia del club con números de.300/30/100. Entre los líderes de la AL, terminó en el top 10 de los 20 principales categorías ofensivas, lo que llevó a Guerrero a ser elegido como el Gene Autry Trophy (Equipo MVP) por sus compañeros de equipo. Haciendo su quinta aparición en un Juego de Estrellas en julio, lideró los jardineros de la AL con 3,024,870 votos y fue el primer jardinero de los Angelinos en ser titular desde que Reggie Jackson en 1984.
Guerrero continuó con su dominio ofensivo en septiembre, ganando el Jugador del Mes de la Liga Americana después de batear.371 con 24 carreras anotadas, seis dobles, un triple, 10 jonrones y  23 carreras impulsadas. Durante los últimos siete partidos de la temporada, sus 10 carreras anotadas, seis jonrones y 11 carreras impulsadas ayudaron a los Angelinos a superar una desventaja de tres juegos, lo que finalmente los llevó a la corona de la División Oeste de la Liga Americana.
En la recta final de la temporada 2004, Guerrero fue impresionante. Mike Scioscia, el mánager de los Angelinos dijo que Guerrero "realmente nos llevaba a cuestas" en el último mes de la temporada, mientras que los Angelinos superaron el primer lugar sobre los vacilantes Atléticos de Oakland, quienes terminaron la temporada tras un partido en la clasificación. Guerrero, llevando a los Angelinos a su primer título de la División Oeste desde 1986 (los Angelinos ganaron la Serie Mundial de 2002 como el Wild Card de la Liga Americana). Estos actos heroicos de final de temporada llevaron a Guerrero a hacer elegido como el segundo Angelino en ganar el MVP de la Liga Americana en la historia del equipo. Terminó con 354 puntos, 100 más que el segundo clasificado, Gary Sheffield.
En la apertura a la mejor de cinco ronda de los playoffs, los Angelinos fueron barridos por los Medias Rojas de Boston, y Guerrero tuvo una rara línea de bateo: apenas un promedio de.167, pero seis carreras impulsadas en tres partidos. También tendría un grand slam en el juego 3.

#### Temporadas 2005-2008

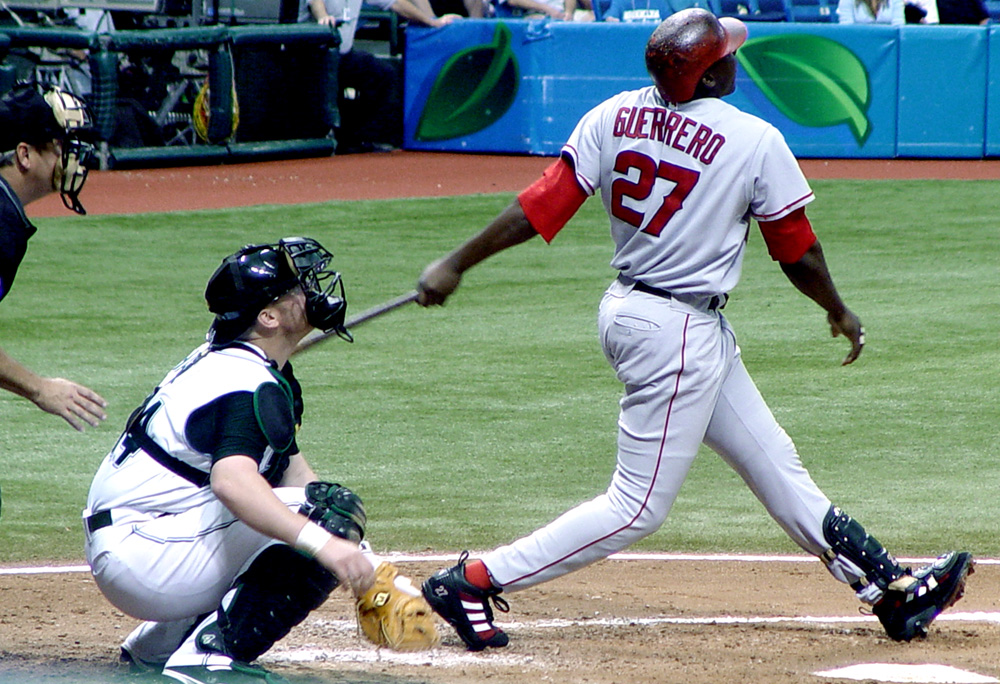
Vlad haciendo swing con Baltimore en agosto de 2005

Los Angelinos ganaron la División Oeste de nuevo en 2005, Guerrero terminó bateando.317 con 32 jonrones y 108 carreras impulsadas en 520 turnos al bate. A finales de la temporada, Guerrero se convirtió en el jugador número 12 en batear su jonrón número 300 antes de cumplir los 30 años de edad (junto con Hank Aaron, Jimmie Foxx, Mickey Mantle, Eddie Mathews, Harmon Killebrew, Mel Ott, Frank Robinson, Alex Rodríguez, Ken Griffey, Jr., Juan González, y Andruw Jones, quienes lograron la marca a la misma edad que Guerrero).
Guerrero tuvo una postemporada 2005 con altas y bajas, bateando.389 en la victoria en la Serie Divisional de la Liga Americana de ese año sobre los Yankees de Nueva York, pero solo .050 en la Serie de Campeonato de la Liga Americana contra los eventuales campeones mundiales los Medias Blancas de Chicago. A Guerrero le fue mejor en un anuncio en televisión nacional de Pepsi junto al tercera base de los Yankees Alex Rodríguez, donde los dos participan en una competencia personal de jonrones que termina rompiendo la luna. Guerrero también apareció en el cuarto partido de la Serie Mundial de 2005, donde fue incluido como miembro del Latino Legends Team.
Guerrero compiló su 1000 carreras impulsadas el 15 de julio de 2006 contra los Tampa Bay Devil Rays.
Haciendo su octava aparición en el Juego de Estrellas, Guerrero, posteriormente ganó su primera Home Run Derby en la temporada 2007, destacadose por un jonrón de 503 pies (153 m). Es el tercer Angelino en ganar el Derby  (después de Wally Joyner en 1986, y Garret Anderson en 2003). Guerrero fue elegido para el Juego de Estrellas en cada una de sus primeras cuatro temporadas con los Angelinos (2004-2007). El estelar fildeo de Guerrero disminuyó en la década del 2000 debido a la edad y las lesiones, lo que llevó al jardinero a ser reasignado como bateador designado en el inicio de la temporada 2009.

#### Temporada 2009

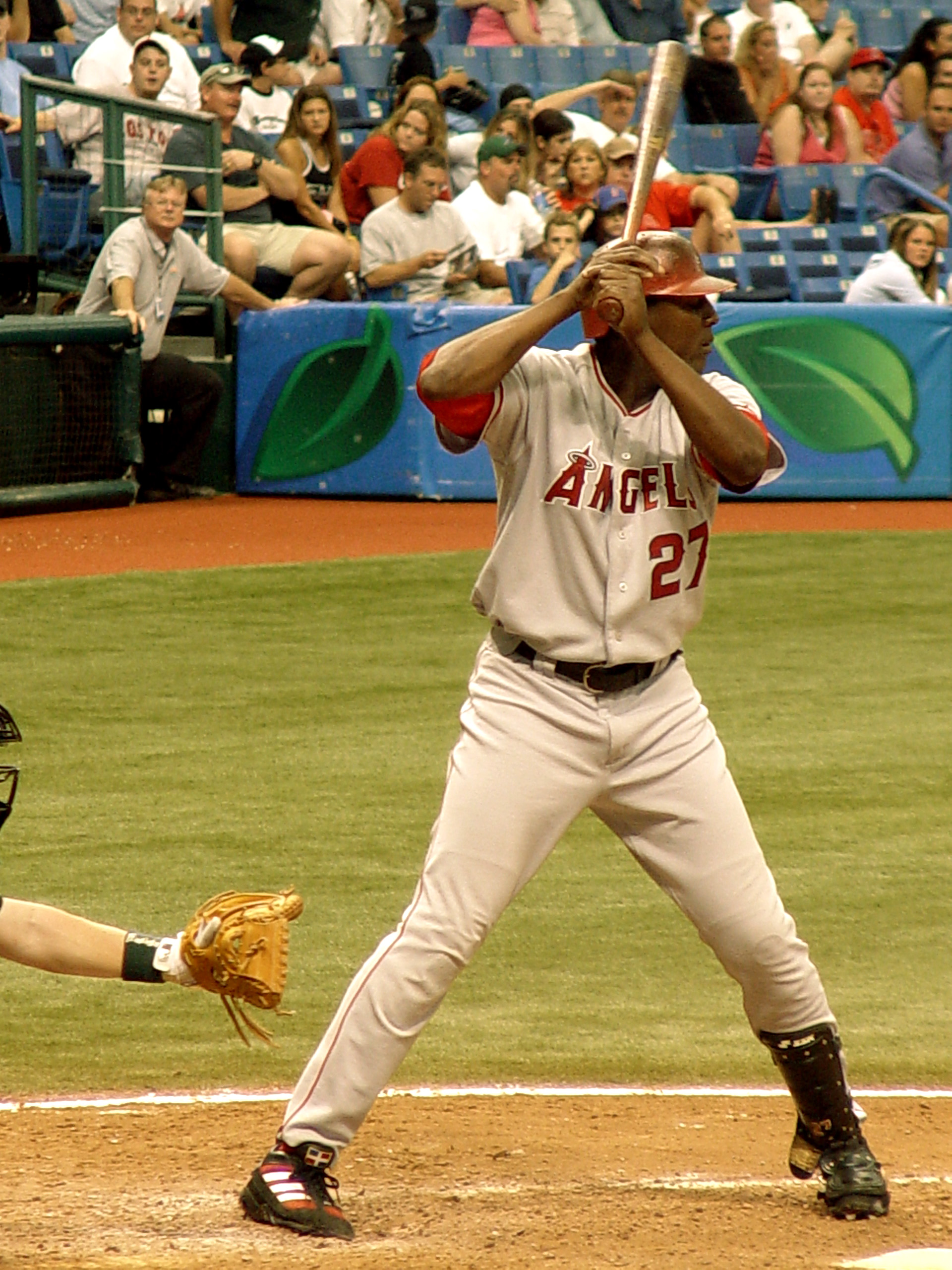
Guerrero al bate vs. Tampa Bay

Se había dicho que la firma de Guerrero con los Angelinos ayudó a prolongar su carrera, ya que muchas de sus primeras lesiones de su carrera fueron atribuibles a jugar en la dura superficie artificial del Estadio Olímpico de Montreal. Los Angelinos dio la opción a Guerrero  para el año 2009 de ganar $15 millones ese año.
En 2009, Guerrero fue nombrado #37 en la lista de los 50 mejores jugadores activos en el béisbol de Sporting News. Un grupo de 100 beisbolista,  muchos de ellos miembros del Salón de la Fama del Béisbol y ganadores de premios en el béisbol, se sondearon para llegar a la lista.
El 10 de agosto, Guerrero bateó jonrón número 400 contra el lanzador de Tampa Bay Russ Springer. El 26 de agosto, bateó su hit número 1000 de su carrera como miembro de los Angelinos, un sencillo contra el lanzador de los Tigres de Detroit Edwin Jackson. Este hit hizo a Guerrero el cuarto jugador (después de Frank Robinson, Dave Winfield, Fred McGriff) en registrar 1,000 hits como jugador de la Liga Nacional y como un jugador  de la Liga Americana.
El 11 de octubre de 2009, Guerrero bateó dos sencillo impulsores permitiéndole anotar al venezolano Bobby Abreu y a Chone Figgins contra Jonathan Papelbon en el noveno inning.  El sencillo le dio a los Angelinos una ventaja de 7-6 y finalmente la victoria para avanzar finalmente  a la Serie de Campeonato y vencer a los Medias Rojas de Boston por  primera vez en la historia de postemporada. Fue llamado "el mejor hit en la carrera de Vlad".
En 2009 fue la primera vez que Guerrero tuvo un promedio de bateo por debajo de.300 (.295), un OPS por debajo de.800 (.794), o un total de dobles inferior a 20 (16).

### Texas Rangers

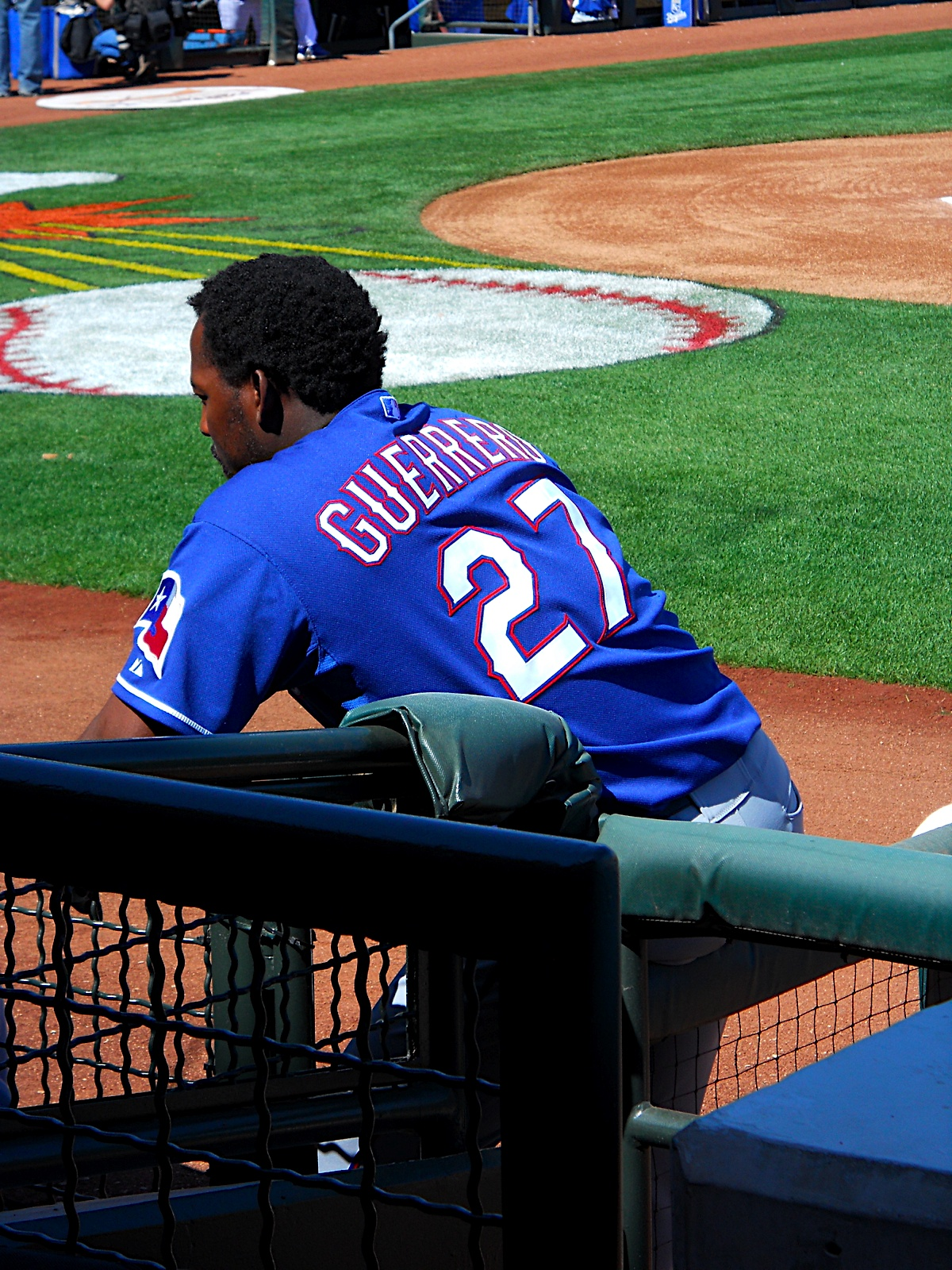
Guerrero en 2010 con los Rangers

El 11 de enero de 2010, Guerrero firmó por un año y $ 5.5 millones con incentivos y una opción para 2011 con los Rangers de Texas.
Malogró un juego sin hit del lanzador de los Azulejos de Toronto Shawn Marcum  en la séptima entrada de un juego durante el openning day el 5 de abril de 2010. El 6 de mayo de 2010, Guerrero conectó dos jonrones contra los Reales de Kansas City para asegurarle una victoria 13-12 a los Rangers. El 13 de mayo de 2010, el jonrón de pie de Guerrero de línea al jardín izquierdo, hizo ganar a los Rangers el último partido de una serie de tres juegos contra los Atléticos de Oakland en la parte inferior de la duodécima entrada. El 25 de mayo de 2010 bateó dos jonrones más para asegurar otra  victoria sobre los Reales de Kansas City.
Guerrero apareció en 152 partidos en la temporada regular y los Rangers terminaron ganando la Serie Divisional de la Liga Americana y en última instancia, el banderín por primera vez en la historia de Rangers. También ganó su novena invitación al Juego de Estrellas. El 22 de octubre de 2010, Guerrero remolcó tres carreras durante el juego 6 de la Serie de Campeonato de la Liga Americana contra los Yankees de Nueva York, capturando el primer banderín de la Liga Americana para los Rangers. Los Rangers irían a perder la Serie Mundial de los Gigantes de San Francisco en cinco partidos. El 3 de noviembre, los Rangers se negaron a reclutar a Guerrero y su opción de 2011 haciéndolo un agente libre.

### Baltimore Orioles
El 4 de febrero de 2011, Guerrero acordó un año y $8 millones con los Orioles de Baltimore en espera de un examen físico. El acuerdo fue anunciado oficialmente el 18 de febrero. Se convirtió en el líder de todos los tiempos de la MLB en imparables entre los jugadores nacidos en la República Dominicana cuando bateó un sencillo ante Josh Beckett en el sexto inning de una victoria de 6-3 sobre los Medias Rojas de Boston en el Camden Yards el 26 de septiembre de 2011. En la temporada 2011, Vlad bateó para (.290), el promedio más bajo desde su año de novato con los Expos de Montreal en 1996. Vlad también tuvo 13 jonrones y 63 carreras impulsadas con los Orioles de Baltimore, a pesar de que parecía un año improductivo para Vlad, aun así estuvo en el top 20 y tuvo 163 hits. 

### Toronto Blue Jays
Guerrero permaneció sin firmar por ningún equipo antes de la temporada 2012 de Grandes Ligas, lo que generó muchas especulaciones sobre su potencial retiro, aunque Guerrero insistió en que no se retiraría. El 10 de mayo de 2012, Guerrero firmó un contrato de ligas menores con los Toronto Blue Jays. Durante su primer juego para los Dunedin Blue Jays de Clase A el domingo 27 de mayo de 2012, Guerrero conectó un jonrón. Guerrero jugó en 4 juegos para Dunedin, con 9 hits en 20 turnos al bate, incluidos 4 jonrones y luego fue ascendido a Triple-A Las Vegas 51s. Con 51s jugó en 8 juegos, con 10 hits en 33 turnos al bate (.303 promedio). Solicitó y le fue concedida su libertad el 12 de junio de 2012..

## Estilo de bateo

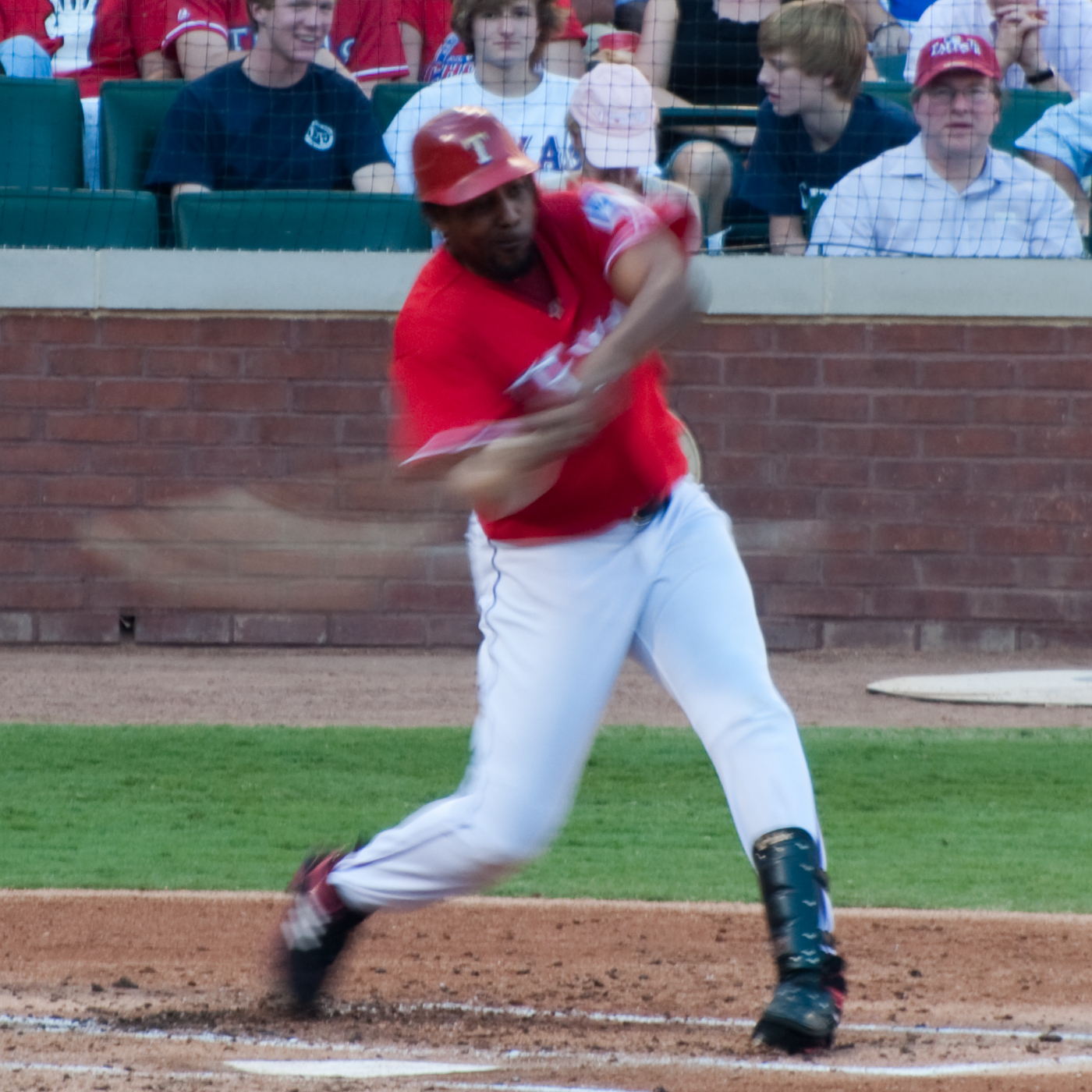
Vladimir es considerado un bateador inusual por hacerle swing a lanzamientos fuera de la zona de strike.

Guerrero batea sin usar guantes, una costumbre rara vez vista en el béisbol moderno. En una entrevista con Yahoo! Sports, lo atribuyó a cuando él ayudaba a su abuelo a sacar las vacas con las manos vacías cuando era un niño en la República Dominicana. Para mejorar su control sobre el bate, él cubre el casco con resina de pino y simplemente frota su casco antes de entrar en el círculo de espera. Según avanza la temporada, su casco de bateo se cubre con la sustancia. Esto fue evidentemente notable en el casco de color rojo brillante de los Angelinos.
Guerrero bateó más de.300 de 1997 hasta 2008. Ha impulsado más de 100 carreras en cada temporada, salvo en 2003 y 2008. Junto con su temporada como MVP en 2004, ha terminado sexto (2000), cuarto (2002), tercera (2005), 9.º (2006), y 3º (2007) en la votación para MVP.
En 2008, Guerrero empató la marca de Lou Gehrig de más temporadas consecutivas con al menos 25 jonrones y un promedio de bateo de.300 o mejor con 11. También hizo swing a un mayor porcentaje de lanzamientos fuera de la zona de strike, con 45.5%, que cualquier otro bateador en el béisbol de Grandes Ligas.
Tuvo una racha de bateo de 44 juegos exclusivamente contra los Rangers de Texas de 2004-06, la racha más larga de un jugador contra un solo equipo en la historia de las Grandes Ligas desde 1969. La racha se produjo en sus primeros 44 partidos contra los Rangers. Guerrero ha diezmado el pitcheo de los Rangers durante su carrera, colocando una línea de bateo de.395/.466/.681 con 22 HR, 29 dobles y 63 carreras impulsadas en 87 juegos.
Su apodo entre sus compañeros y comentaristas es "Vladdy". También ha sido llamado "Vlad el Empalador", "Big Daddy Vladdy", "Bad Vlad", "El Rey Voodoo", "Super Vlad", y "Vladiator"
El exlocutor de los Angelinos Rex Hudler, comentando sobre la manera de batear de Guerrero, a menudo decía: "From his nose to his toes, that's how Vladdy goes." ("Desde la nariz hasta los pies, así es como Vladdy va.")
Durante el año 2009 después de la temporada, Cal Ripken Jr. comentó durante un informe TBS después de los partidos que Guerrero era "el mejor bateador de bolas malas que jamás haya visto." En una ocasión en un juego contra los Orioles de Baltimore, Guerrero bateó un lanzamiento que rebotó en el suelo antes de llegar al home plate. Aún más inusual, su bate golpeó el suelo, antes de golpear la pelota.

## Vladimir y la República Dominicana
Fue nombrado en la nómina de la República Dominicana para el Clásico Mundial de béisbol de 2006, aunque finalmente se retiraron debido a la muerte de tres primos en un accidente de tránsito justo antes del torneo. Ha dado varias oportunidades de trabajo en su ciudad natal a través de sus empresas: una fábrica de bloques de concreto, una distribuidora de gas propano, un supermercado, una granja de animales y vegetales, y una tienda de ropa femenina.
El 10 de abril de 2012 Guerrero fue acusado de agredir a un mayor de la policía dominicana e incitar a un motín en una discoteca en Nizao, República Dominicana el 9 de abril de 2012. Tiempo más tarde Guerrero se entregó a las autoridades y posteriormente dejado en libertad.

## Premios y honores
- Salón de la Fama Cooperstown (2018)
- Jugador Más Valioso de la Liga Americana (2004)
- Premio Edgar Martínez al Mejor Bateador Designado (2010)
- 9 veces All-Star (1999, 2000, 2001, 2002, 2004, 2005, 2006, 2007, 2010)
- 8 veces ganador del Silver Slugger Award (1999, 2000, 2002, 2004, 2005, 2006, 2007, 2010)
- 2 veces Jugador del Año de Ligas Menores por los Montreal Expos (1995, 1996)
- 2 veces Jugador del Año de los Montreal Expos (1995, 1996)
- 4 veces Jugador del Año de Los Angeles Angels of Anaheim (2004, 2005, 2006, 2007)
- 2 veces Baseball America First-Team Major League All-Star OF (2000, 2004)
- 3 veces Baseball America Second-Team Major League All-Star OF (1998, 1999, 2005)
- South Atlantic League All-Star OF (1995)
- MVP de la Eastern League (1996)
- Jugador del Año AA (1996)
- Baseball America 1st team Minor League All-Star OF (1996)
- Double-A All-Star OF (1996)
- All-Star de la Eastern League OF (1996)
- Novato del Año de la Eastern League (1996)

## Highlights

### Top ten
- Top 10 en MVP (2000, 2002, 2005, 2006, 2007)
- Top 10 en AVG (1998, 2000, 2002–2007)
- Top 10 en Home Runs (1998–2000, 2002, 2004, 2005, 2007)
- Top 10 en RBI (1999, 2000, 2002–2007)
- Top 10 en Slugging Percentage (1998–2000, 2002–2008)
- Top 10 en OBA (2002–2005, 2007)
- Top 10 en OPS (1999, 2000, 2002–2008)
- Top 10 en Hits (1998–2002, 2004, 2006)
- Top 10 en Carreras anotadas (2002, 2004)
- Top 10 en Bases Robadas (2001, 2002)